# ایرپلی آلترناتیو بزرگسالان
ایرپلی آلترنیتیو بزرگسالان (انگلیسی: Adult Alternative Airplay)، که با نام‌های دیگر تریپل ای (انگلیسی: Triple A) یا تریپل ای ایرپلی (انگلیسی: Triple A Airplay) نیز شناخته می‌شود و قبلاً ترانه‌های آلترنیتیو بزرگسالان (انگلیسی: Adult Alternative Songs) و تریپل ای سانگز (انگلیسی: Triple A Songs) نام داشت، یک جدول موسیقی است که در حال حاضر توسط بیلبورد منتشر می‌شود و محبوب‌ترین ترانه‌ها در ایستگاه‌های رادیویی آلبوم‌های آلترنیتیو بزرگسالان را رتبه‌بندی می‌کند. این جدول، که دارای ۴۰ جایگاه است، بر اساس تکرارهای رادیویی هفتگی هر ترانه، که توسط سامانه‌های داده‌های پخش نیلسن اندازه‌گیری می‌شود، فرموله می‌شود. نخستین نسخه از این جدول برای نخستین بار در ۲۰ ژانویهٔ ۱۹۹۶ به‌عنوان یک جدول ویژه در نشریهٔ خواهر بیلبورد با نام ایرپلی مانیتور منتشر شد. در سال ۲۰۰۶، پس از خرید مجلهٔ تجاری رادیویی رقیب با نام ردیو اند رکوردز توسط وی‌ان‌یو مدیا، شرکت مادر بیلبورد، انتشار ایرپلی مانیتور متوقف شد. متعاقباً جدول مبتنی بر نیلسنِ تریپل ای متعلق به ایرپلی مانیتور در این جدول ادغام شد.
بیلبورد انتشار جدول تریپل ای را از شمارهٔ مورخ ۵ ژوئیهٔ ۲۰۰۸ خود و از طریق وبگاه Billboard.biz خود کرد، که از همان داده‌های ایرپلی مورد استفادهٔ ردیو اند رکوردز استفاده می‌کرد. ردیو اند رکوردز در ژوئن ۲۰۰۹ تعطیل شد و بیلبورد به‌عنوان تنها ناشر این جدول باقی ماند. در فوریهٔ ۲۰۱۴، پانل گزارش این جدول از ۲۳ به ۳۲ ایستگاه افزایش یافت و گزارشگران غیرتجاری را نیز برای نخستین بار دربر گرفت.
بیلبورد در پی طراحی مجدد وبگاه خود، به‌طور رسمی تاریخچهٔ نمودار ایرپلی مانیتور/نیلسن را از سال ۱۹۹۶ تا ۲۰۰۸ در جدول ترانه‌های آلترنیتیو بزرگسالان خود گنجاند. وبگاه بیلبورد و بایگانی جدول‌های رسمی آن اکنون تاریخ نخستین انتشار جدول ترانه‌های آلترنیتیو بزرگسالان را برابر با ۲۰ ژانویهٔ ۱۹۹۶ نشان می‌دهد و «دنیایی که می‌شناسم» اثر کالکتیو سول به‌عنوان نخستین تک‌آهنگ شماره یک آن معرفی شده است. ردیو اند رکوردز برای اولین بار جدول آلترنیتیو بزرگسالان خود را در شمارهٔ ۲۲ سپتامبر ۱۹۹۵ منتشر کرد. این جدول، یک جدول با ۳۰ جایگاه بود و «تا وقتی آن را از تو بشنوم» اثر جین بلاسومز نخستین ترانهٔ شماره یک آن بود. ترانهٔ شماره یک فعلی آن نیز «اسنپ» اثر رزا لین است.

## دستاوردهای جدول
- هنرمندان دارای بیشترین ترانهٔ شماره یک:[۹][۱۲][۱۳]

یوتو (۱۳)
کلدپلی (۱۳)
گروه دیو متیوز (۱۱)
جک جانسون (۱۱)
جان میر (۸)
شریل کرو (۷)
کانتینگ کروز (۷)
آر.ئی.ام. (۷)
بلک کیز (۷)
دث کب فور کیوتی (۷)
فلورنس اند د مشین (۶)
لومینرس (۶)
- هنرمندان دارای بیشترین ۱۰ ترانهٔ برتر.

یوتو (۲۶)
گروه دیو متیوز (۲۴)
کلدپلی (۲۳)
جک جانسون (۱۹)
جان میر (۱۹)
کانتینگ کروز (۱۵)
شریل کرو (۱۴)
آر.ئی.ام. (۱۳)
- بیشترین هفته‌ها حضور در شماره یک:

۱۶ هفته
«روز زیبا» – یوتو (۲۰۰۰–۰۱) ۱۵ هفته
«ساعت‌ها» – کلدپلی (۲۰۰۳)
«لحظه‌ای را تلف کن» – کینگز آو لئون (۲۰۱۶–۱۷) ۱۴ هفته
«یک چراغ جلو» – وال‌فلاورز (۱۹۹۶)
«ساعت ۳ صبح» – مچ‌باکس توونی (۱۹۹۷)
«منحنی» – مچ‌باکس توونی (۲۰۰۰)
«قطره‌های مشتری (به من بگو)» – ترین (۲۰۰۱)
«پشت‌گرمی» – ادل (۲۰۱۱) ۱۳ هفته
«ملایم» – سانتانا به‌همراه راب توماس (۱۹۹۹)
«فقط نفس بکش» – پرل جم (۲۰۱۰)
«کسی که قبلاً می‌شناختم» – گوتیه به‌همراه کیمبرا (۲۰۱۲)
«وارونه» – جک جانسون (۲۰۰۶) ۱۲ هفته
«شکلش خنده‌دار است» – گروه دیو متیوز (۲۰۰۹)
«رؤیاها» – بک (۲۰۱۵) ۱۱ هفته
«تحمل کن» – کی‌تی تانستال (۲۰۰۷)
«زنده‌باد زندگی» – کلدپلی (۲۰۰۸)
«تو و قلبت» – جک جانسون (۲۰۱۰)
«صبر خواهم کرد» – مامفرد اند سانز (۲۰۱۲)
«اوفلیا» – لومینرس (۲۰۱۶)
«همچنان احساسش کن» – پرچوگال. دمن (۲۰۱۷) ۱۰ هفته
«ساختن یک راز» – سارا مک‌لاکلن (۱۹۹۷)
«روح در ملاقات با جسد» – دث کرب فور کیوتی (۲۰۰۵)
«مردم خوب» – جک جانسون (۲۰۰۶)
«اگر چشم داشتم» – جک جانسون (۲۰۰۸)
«فراری» – دیوید گری (۲۰۱۰)
«تب» – بلک کیز (۲۰۱۴)
«بوداپست» – جرج ازرا (۲۰۱۴–۱۵)
«نور راهنما» – مامفرد اند سانز (۲۰۱۸–۱۹)